# Laiuse

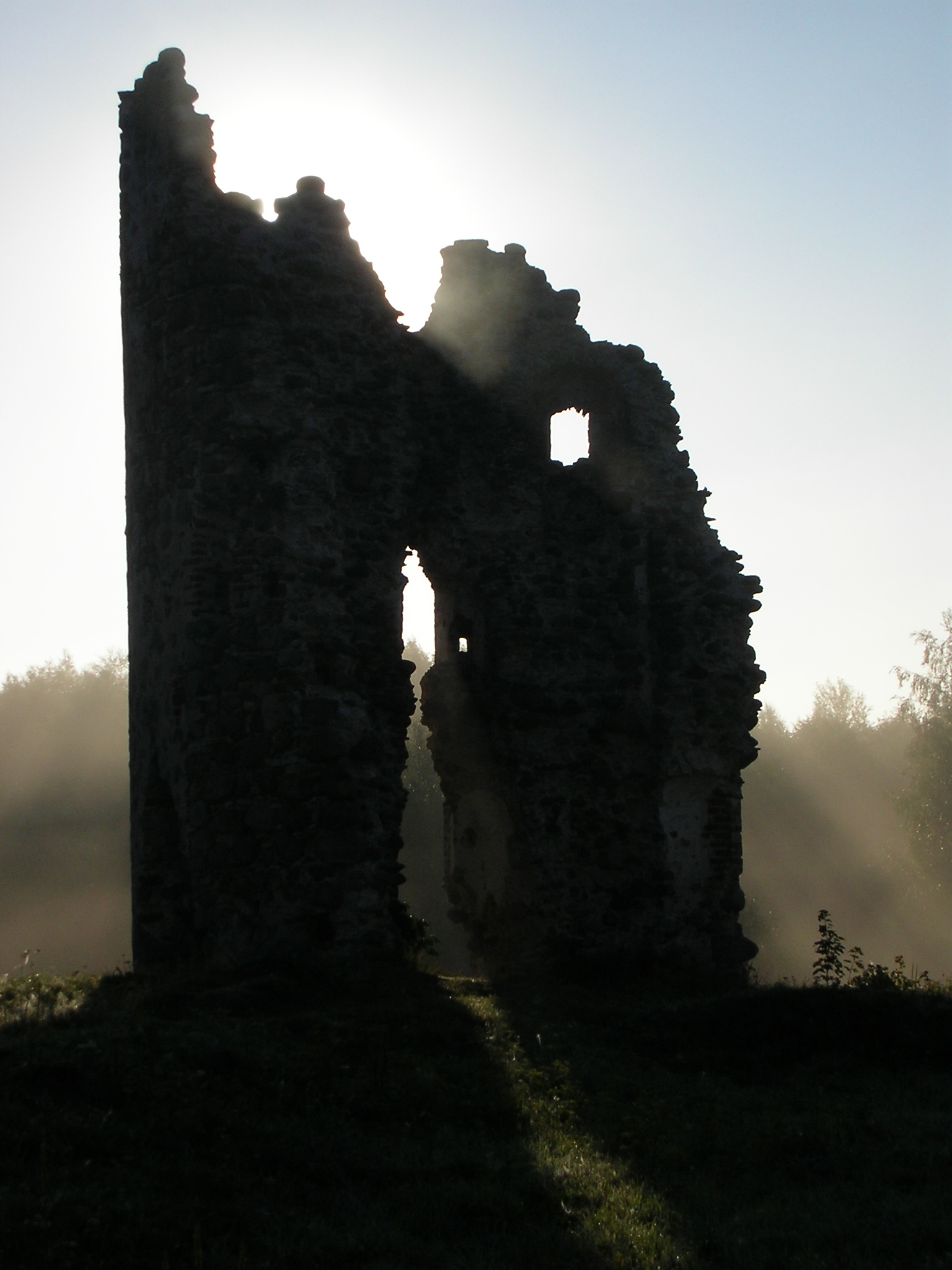
Ruinen der Burg Laiuse

Laiuse (deutsch: Lais) ist ein estnisches Dorf in der Landgemeinde Jõgeva im Kreis Jõgeva.

## Laiuse heute
Laiuse hat 390 Einwohner (Stand: 2003). Es liegt am 144 m hohen gleichnamigen Berg Laiuse mägi. Die dem Heiligen Georg geweihte Kirche wurde erstmals im 14. Jahrhundert erwähnt. Eine orthodoxe Kirche stammt von 1864 (derzeit leerstehend).

## Geschichte
Laiuse wurde erstmals Anfang des 15. Jahrhunderts als Laeghis urkundlich erwähnt. Bereits 1686 wurde durch den Sohn von Reiner Brocmann, Reinerus Brocmann († 1704), und inspiriert durch Bengt Gottfried Forselius in Laiuse eine der ersten Volksbildungsanstalten für die Landbevölkerung eingerichtet. Die heutige Volksschule wurde 1822 gegründet. Laiuse besitzt die älteste Volksbücherei Estlands (1849 erstmals urkundlich belegt). Besonders interessant ist die ehemalige Burg von Laiuse (heute Ruinen).

## Persönlichkeiten
- Nikolai Helk (1886–1941), Jurist und Generalmajor